# Belgische kampioenschappen atletiek 1930
De Belgische kampioenschappen atletiek 1930 vonden voor de mannen, plaats op 23 juni in Luik, op 6 juli in Antwerpen en op 13 juli in Schaarbeek.
De kampioenschappen voor vrouwen vonden plaats op 13 juli in het Woluwepark.

## Uitslagen
| Atleet                | Prestatie | Onderdeel            | Atlete              | Prestatie   |
| --------------------- | --------- | -------------------- | ------------------- | ----------- |
| Willy Dujardin        | 11,2 s    | 100 m                | Sidonie Verschueren | 13,4 s      |
| Willy Dujardin        | 22,6 s    | 200 m                | Juliette Segers     | 28,8 s      |
| Frans Prinsen         | 55,0 s    | 400 m                | -                   | -           |
| Philippe Coenjaerts   | 2.02,2    | 800 m                | Julia Vandevelde    | 2.38,4      |
| René Geeraert         | 4.05,8    | 1500 m               | -                   | -           |
| Jan Linsen            | 15.51,8   | 5000 m               | -                   | -           |
| Jan Linsen            | 34.01,0   | 10.000 m             | -                   | -           |
| -                     | -         | 80 m horden          | Sidonie Verschueren | 14,2 s (NR) |
| Emile Binet           | 17,2 s    | 110 m horden         | -                   | -           |
| Emile Binet           | 28,6 s    | 200 m horden         | -                   | -           |
| Ignace Russ           | 57,6 s    | 400 m horden         | -                   | -           |
| Oscar Van Rumst       | 10.02,0   | 3000 m steeple       | -                   | -           |
| Gérard Noël           | 1,80 m    | hoogspringen         | Léontine Stevens    | 1,45 m      |
| Powell (René Joannes) | 3,50 m    | polsstokhoogspringen | -                   | -           |
| Emile Binet           | 6,52 m    | verspringen          | Elise Vantruijen    | 4,88 m      |
| Auguste Vos           | 11,72 m   | kogelstoten          | Lucie Petit         | 8,97 m      |
| Louis Baptist         | 38,63 m   | discuswerpen         | Jenny Toitgans      | 28,40 m     |
| Gaston Etienne        | 56,42 m   | speerwerpen          | Jeanne van Kesteren | 25,21 m     |

1889 · 
1890 · 
1891 · 
1892 · 
1893 · 
1894 · 
1895 · 
1896 · 
1897 · 
1898 · 
1899 · 
1900 · 
1901 · 
1902 · 
1903 · 
1904 · 
1905 · 
1906 ·
1907 ·
1908 · 
1909 · 
1910 · 
1911 · 
1912 · 
1913 · 
1914 · 
1919 · 
1920 · 
1921 · 
1922 · 
1923 · 
1924 · 
1925 · 
1926 · 
1927 · 
1928 · 
1929 · 
1930 · 
1931 · 
1932 · 
1933 · 
1934 · 
1935 · 
1936 · 
1937 · 
1938 · 
1939 · 
1940 · 
1941 · 
1942 · 
1943 · 
1944 · 
1945 · 
1946 · 
1947 · 
1948 · 
1949 · 
1950 · 
1951 · 
1952 · 
1953 · 
1954 · 
1955 · 
1956 · 
1957 · 
1958 · 
1959 · 
1960 · 
1961 · 
1962 · 
1963 · 
1964 · 
1965 · 
1966 · 
1967 · 
1968 · 
1969 · 
1970 · 
1971 · 
1972 · 
1973 · 
1974 · 
1975 · 
1976 · 
1977 · 
1978 · 
1979 · 
1980 · 
1981 · 
1982 · 
1983 · 
1984 · 
1985 · 
1986 · 
1987 · 
1988 · 
1989 · 
1990 · 
1991 · 
1992 · 
1993 · 
1994 ·
1995 · 
1996 · 
1997 · 
1998 · 
1999 · 
2000 · 
2001 · 
2002 · 
2003 · 
2004 · 
2005 · 
2006 · 
2007 · 
2008 · 
2009 · 
2010 · 
2011 · 
2012 · 
2013 · 
2014 · 
2015 · 
2016 · 
2017 · 
2018 · 
2019 · 
2020 · 
2021 · 
2022 · 
2023 · 
2024